# 楊廷芸
楊 廷芸（よう ていげい、ズオン・ディン・ゲ、ベトナム語：Dương Đình Nghệ / 楊廷藝、生年不詳 - 大有10年（937年）3月）は、五代十国時代の安南の豪族。節度使を称した。楊正公（ズオン・チン・コン、ベトナム語：Dương Chính Công / 楊正公）とも称された。後に呉朝を打ち立てた呉権の岳父にあたる。

## 生涯
愛州（現在のタインホア）の出身。10世紀初頭の安南で静海軍節度使を称した曲顥の下で将軍に上った。大有3年（930年）、曲顥の子の曲承美は南漢の李守鄘・梁克貞らの軍に敗れて捕らえられた。翌大有4年（931年）12月、南漢に背いて自立した楊廷芸は3,000の兵を率いて大羅城を攻略し、交州刺史の李進を追放した。大有10年（937年）3月、峰州の豪族であった矯公羨に殺された。